# Parmenas
Parmenas (em grego: Παρμενᾶς) foi um dos Sete Diáconos. Acredita-se que ele tenha pregado o evangelho na Ásia Menor. Parmenas possivelmente sofreu o martírio em 98, sob a perseguição de Trajano.
A tradição do catolicismo, identifica Parmenas como o bispo de Soli. Alguns consideram isso como Soli no Chipre, enquanto outros interpretam como Soli da Cilícia. 

## Ortodoxia
Na Ortodoxia, Parmenas foi para Filipos, na Macedônia, onde é considerado um apóstolo pelos ortodoxos.
Dia de Santo Apóstolo e Diácono Parmenas na Igreja Ortodoxa é celebrado em 17 de janeiro. São Parmenas é o padroeiro dos angustiados e depressivos.